# Kvinnan som drömde om en man
Kvinnan som drömde om en man (Kvinden der drømte om en mand) är en dansk-polsk-norsk-svensk dramafilm från 2010 i regi av Per Fly med Sonja Richter, Marcin Dorociński och Michael Nyqvist i huvudrollerna.

## Synopsis
En gift dansk kvinna (Sonja Richter) med ett framgångsrikt arbete som fotograf drömmer om en man som hon inte träffat. Vid en arbetsresa till Paris dyker mannen (Marcin Dorociński) upp i verkligheten. De inleder ett passionerat förhållande. Senare reser hon med sin man (Michael Nyqvist) och dotter till Warszawa och möter åter förälskelsen. Det uppstår konflikter och turbulens, när maken upptäcker att inte allt står rätt till och inte minst för att kvinnan har svårt att hantera hela situationen.

## I rollerna (urval)
- Sonja Richter – Karen (K)
- Marcin Dorociński – Maciek
- Michael Nyqvist – Johan